# Ernst Gustaf von Hertzen
Ernst Gustaf von Hertzen, född 2 januari 1765 i Labby by i Lappträsks socken, död 19 december 1834 på Kungsböle kaptenboställe i Strömfors socken, var en finländsk överste.

## Biografi
Vid fjortonårs ålder ingick han i krigstjänst, deltog med utmärkelse i Gustaf III:s ryska krig i Finland 1788—1790, i Pommerska kriget 1807, i vilket han erhöll en svårare kontusion av en kula, som snuddat utmed hans huvud. Han var då kapten vid Nyländska brigadens jägarebataljon. Enligt sägnen var det genom hans åtgörande som man kom att utkämpa slaget vid Siikajoki, där svenska trupper vann den första segern. General Adlercreutz, som nu befann sig med en stor del av de finländska trupperna i trakten av Siikajoki älv i norra Österbotten, hade på  fältmarskalk Klingspors befallning förbjudit trupperna att inlåta sig i strid med fienden. Men  kapten von Hertzen hade emellertid börjat besvara ryssarnas eld, sålunda brytande emot Adlercreutz order. Då Hertzens trupper till följd av detta blev ansatta av ryssarna, tvingades den övriga delen av de svenska trupperna skynda till deras hjälp. Utgången av striden blev den, att de ryska trupperna tvingades att retirera, och Sveriges första seger under det kriget var därigenom vunnen. Slaget vid Siikajoki stod på vårvintern, den 18 april 1808.
Efter krigets slut erhöll von Hertzen överste rang och värdighet samt bosatte sig i Strömfors socken på Kungsböle kaptensboställe. Den  4 maj 1810 erhöll han utmärkelsen Riddare med stora korset av Svärdsorden.[

### Webbkällor
- Veckotidningen ”Land och Stad”, Helsingfors 30 juli 1890 (svenska) Läst 9 december 2013.